# 加雷特·格拉維斯
加雷特·格拉維斯（英語：Garret Graves；1972年1月31日—）是美国的一位政治人物。自2015年開始，他是路易斯安那州第3選舉區選出的聯邦眾議員。他的黨籍是共和黨。他曾經任職於路易斯安那州海岸保護與恢復機構。